# Guioa reticulata
Guioa reticulata är en kinesträdsväxtart som beskrevs av Ludwig Radlkofer. Guioa reticulata ingår i släktet Guioa och familjen kinesträdsväxter. Inga underarter finns listade i Catalogue of Life.